# Matt Halliday
Matthew Halliday (Auckland, 14 juli 1979) is een autocoureur uit Nieuw-Zeeland. Met uitzondering van een seizoen in de Porsche Carrera Cup bestaat zijn loopbaan uit races Nieuw-Zeeland, Europa en de Verenigde Staten. In 2007 reed Halliday drie rondes in de Champ Car voor Conquest Racing.
Na twee seizoenen in de Formula Holden ging hij naar de Verenigde Staten en nam deel in zowel de Indy Lights als de Toyota Atlantic in 2001. In 2002 ging hij naar de Infiniti Pro Series maar verwondde zichzelf na twee races. Hij finishte als 3e en 4e bij de eerste A1GP-races op Brands Hatch en ging door om een succesvol seizoen met het het team te hebben. Hij reed de eerste drie races van het Champ Car-seizoen van 2007 voor Conquest Racing. Echter, zijn sponsorgeld was na deze drie races op en hij werd vervangen door Jan Heylen.

## A1GP resultaten
| Jaar    | Inschrijving          | 1         | 2          | 3       | 4       | 5          | 6          | 7       | 8       | 9         | 10        | 11         | 12         | 13        | 14        | 15        | 16        | 17         | 18        | 19        | 20         | 21         | 22        | Rang | Punten |
| ------- | --------------------- | --------- | ---------- | ------- | ------- | ---------- | ---------- | ------- | ------- | --------- | --------- | ---------- | ---------- | --------- | --------- | --------- | --------- | ---------- | --------- | --------- | ---------- | ---------- | --------- | ---- | ------ |
| 2005-06 | A1 Team Nieuw-Zeeland | GBR SPR 3 | GBR FEA 4  | GER SPR | GER FEA | POR SPR 14 | POR FEA 16 | AUS SPR | AUS FEA | MAL SPR 6 | MAL FEA 6 | UAE SPR 15 | UAE FEA 13 | RSA SPR 6 | RSA FEA 4 | IND SPR 8 | IND FEA 7 | MEX SPR NF | MEX FEA 8 | USA SPR 8 | USA FEA 12 | CHN SPR 8  | CHN FEA 4 | 4    | 77     |
| 2006-07 | A1 Team Nieuw-Zeeland | NED SPR 6 | NED FEA 11 | CZE SPR | CZE FEA | BEI SPR 10 | BEI FEA 9  | MAL SPR | MAL FEA | IND SPR   | IND FEA   | NZL SPR    | NZL FEA    | AUS SPR   | AUS FEA   | RSA SPR 3 | RSA FEA 3 | MEX SPR    | MEX FEA   | SHA SPR   | SHA FEA    | GBR SPR 16 | GBR FEA 8 | 2    | 93     |